# Conde e Gandarela
Conde e Gandarela (oficialmente: União das Freguesias de Conde Gandarela) é uma freguesia portuguesa do município de Guimarães com 3,64 km² de área e 2 464 habitantes (censo de 2021). A sua densidade populacional é 676,9 hab./km².

## História
Foi constituída em 2013, no âmbito de uma reforma administrativa nacional, pela agregação das antigas freguesias de Conde e Gandarela e tem a sede em Conde.
A população registada nos censos foi:
| Ano  | 0-14 Anos | 15-24 Anos | 25-64 Anos | > 65 Anos |
| 2001 | 556       | 445        | 1392       | 207       |
| 2011 | 330       | 367        | 1443       | 312       |
| 2021 | 320       | 243        | 1435       | 466       |

À data da junção das freguesias, a população registada no censo anterior foi:
| Freguesia atual   | Freguesia atual | Freguesia atual | Freguesias antigas | Freguesias antigas | Freguesias antigas |
| Freguesia         | População       | Área(km²)       | Freguesia          | População          | Área               |
| ----------------- | --------------- | --------------- | ------------------ | ------------------ | ------------------ |
| Conde e Gandarela | 2452            | 3,64            | Conde              | 1378               | 1,93               |
| Conde e Gandarela | 2452            | 3,64            | Gandarela          | 1074               | 1,71               |